# AKA (film, 2023)
Pour les articles homonymes, voir Aka.
Pour plus de détails, voir Fiche technique et Distribution.
AKA est un film français réalisé par Morgan S. Dalibert, sorti en 2023. Il met en scène Alban Lenoir (également co-scénariste), Éric Cantona et Thibault de Montalembert. Il s'agit du premier long-métrage du réalisateur.
Le film suit Adam Franco, un agent infiltré, appelé pour effectuer le sale boulot partout où il est nécessaire. Il se voit confier une nouvelle mission : infiltrer l'organisation mafieuse de Victor Pastore pour déjouer un attentat terroriste. Mais alors que son infiltration progresse, Franco voit ses principes être remis en question par le beau-fils de son patron, pour qui il se prend d'affection. 

## Synopsis
Adam Franco est un agent des opérations spéciales multi-identités travaillant pour le compte du gouvernement français sous la direction du commandant Kruger. Après avoir terminé une mission en Libye, il se voit confier une nouvelle tâche par Kruger sous la direction du ministre Marconnet : débusquer et éliminer un chef de guerre soudanais, Moktar Al Tayeb, principal suspect dans un attentat à la bombe perpétré dans un hôtel parisien.
Pour se rapprocher de sa cible, il infiltre le réseau mafieux Pastore et gagne la confiance du parrain, Victor Pastore, qui a des liens connus avec Al Tayeb. Adam gravit les échelons en démontrant ses capacités physiques lors d'altercations avec un gang rival, dirigé par le chef de gang tchétchène Amet. Il développe également une amitié avec un autre gangster, Pee Wee, qui s'avère être lié à Al Tayeb. Tout en travaillant pour Victor, Adam se lie également de manière inattendue avec Jonathan, le beau-fils du mafieux.
Lors d'une fête d'anniversaire pour Jonathan, Adam est appelé par Pee Wee pour participer à un braquage de banque commandité par Victor, l'empêchant de conduire le jeune garçon au zoo, comme il le lui avait promis. Après avoir dévalisé la banque et s'être échappé en voiture, ils sont pris en embuscade par le gang d'Amet, ce qui entraîne une fusillade en pleine rue. Après la fusillade, Victor est furieux, réalisant qu'il y a une taupe dans son organisation. Adam découvre qu'il s'agit de Natalya, la femme de Victor, et l'avertit qu'elle sera bientôt découverte.
Alors qu'il est au zoo avec sa sœur Hélène, Jonathan est kidnappé par les hommes d'Amet. Victor est furieux et Natalya le supplie de payer la rançon, ce qu'il refuse de faire, craignant que sa réputation n'en soit affectée si cela était rendu public. Alors qu'il effectue une surveillance sur Pee Wee avec Cisko, un autre agent, Adam est informé de l'enlèvement et part prendre d'assaut l'immeuble où se cache le gang d'Amet. Après s'être frayé un chemin à travers le bâtiment, Adam parvient à sauver Jonathan et tue Amet, mais non sans être grièvement blessé.
Resté en surveillance sur les ordres de Franco, Cisko repère Al Tayeb et tente de l'arrêter, avant être tué par Pee Wee. Plus tard, après avoir réalisé que Cisko n'avait pas répondu à ses appels et retrouvé sa voiture abandonnée, Adam s'introduit par effraction dans un magasin à proximité pour visionner des images de sécurité du meurtre de Cisko. Averti par l'alarme de sécurité du magasin, la police arrive pour l'arrêter, mais Adam explique qu'il est un agent infiltré et fournit son matricule.
Youssef, le bras droit de Victor, assiste à la scène, et comprend qu'Adam est une taupe. Il rassemble alors plusieurs hommes de Victor pour exécuter Adam, pendant que celui-ci se remet de ses blessures dans son appartement. L'appel de Youssef à son équipe est intercepté par Mona (collègue d'Adam et opératrice de surveillance) qui tue les hommes de Victor, avant d'alerter Adam. Elle est cependant également gravement blessée après avoir appréhendé Youssef et ses hommes, et meurt quelques secondes après avoir averti Adam que sa couverture était compromise.
Adam décide de terminer sa mission, trouvant Pee Wee et Al Tayeb dans un hôpital de fortune. Al Tayeb révèle qu'il a été piégé par le gouvernement français - il a été invité en France sous prétexte d'établir des accords politiques avec le Soudan, mais a été victime d'une tentative d'assassinat qui a coûté la vie à sa femme et gravement blessé sa fille. Cela est dû à des accords passés avec le ministre Marconnet, que celui-ci veut garder secrets. Al Tayeb a rassemblé des fonds (d'où le braquage de la banque) pour le traitement médical de sa fille, tandis que le gouvernement l'a désigné comme étant un terroriste pour le discréditer et légitimer son élimination. Pendant ce temps, Kruger veut effacer toute trace de l'affaire et envoie deux commandos d'élite pour tuer Al Tayeb, Victor et tous ceux qui sont liés à l'opération, sur l'ordre de Marconnet. Alors que les commandos entrent dans l'hôpital, ils assassinent Al Tayeb, mais Adam et Pee Wee parviennent à les éliminer avant de s'échapper avec la fille d'Al Tayeb. Kruger lui-même dirige une deuxième équipe pour se débarrasser de Victor et des autres membres du gang. Il tente également d'assassiner Hélène et Jonathan, mais Adam arrive à temps pour l'éliminer. Enfin, les liens de Marconnet avec Al Tayeb sont révélés dans la presse.

## Fiche technique
- Titre original : AKA
- Réalisation : Morgan S.Dalibert
- Scénario : Morgan S.Dalibert et Alban Lenoir
- Musique : Étienne Forget
- Photographie : Florent Astolfi
- Montage : Tianès Montasser
- Son : Étienne Forget
- Costumes : Matthieu Camblor et Marion Moulès
- Maquillage : Frédérique Ney
- Production : Rémi Leautier
- Sociétés de production : Inoxy Films et Nolita Cinema
- Société de distribution : Netflix
- Pays de production :  France
- Langue originale : français, arabe, anglais
- Format : couleur
- Genre : action, policier, drame
- Durée : 120 minutes
- Date de sortie :
  - Monde : 28 avril 2023 (sur Netflix)

## Distribution
- Alban Lenoir : Adam Franco
- Éric Cantona : Victor Pastore
- Thibault de Montalembert : Commandant Kruger
- Sveva Alviti : Natalya Pastore
- Saïdou Camara : Pee Wee
- Lucille Guillaume : Hélène Pastore
- Kevin Layne : Moktar Al Tayeb
- Philippe Résimont : le ministre Marconnet
- Vincent Heneine : Cisko
- Nathalie Odzierejko : Mona
- Steve Tientcheu : Youssef
- Constantin Vidal : J. B.
- Noé Chabbat : Jonathan Pastore
- Hugo Dillon : Manu
- Jamel Elgharbi : Bogdan
- Soufiane Hafraou : Karim
- Sébastien Lalanne : Jacques
- Sophie Ricci : Fille Moktar
- Klaudia Zhegu : Sofia
- Karim Belkhadra : L'égyptien
- Sofiane Semachi : Sofiane
- Françoise Lenoir : L'intendante
- Tibor Audinos : Adam 15 ans
- Sultan Ulutas Alope : Femme Moktar
- Hedi Bouchenafa : Le Banquier
- Igor Kovalski : Amet
- Julien Buchy : Envoyé Spécial
- Zaïre Souchi : Comptable
- Kelian Maréchaux : Janusz
- Saïd Benchnafa : Yacine
- Antonio Lanciano : Antoine
- Georgi Jivkov : Guetteur
- Sonia Gautier : Aude Lepape
- Hugues Dago : Présentateur TV5
- Axelle Bossard : Présentatrice JT 98
- Charles Valter : Blondinet

## Production

### Tournage
Le tournage du film débute en juin 2022. Il est majoritairement tourné en Île-de-France. Les mairies d’Auvers-sur-Oise, de Bagnolet et d’Ivry-sur-Seine ont été utilisées comme lieux de tournage. Certaines scènes ont également été tournées au sein de la Cité Internationale Universitaire de Paris et du bâtiment Breguet de l'Université Paris-Saclay.

## Accueil critique
Deux semaines après sa mise en ligne, Netflix annonce que le long-métrage a totalisé plus de 81,85 millions d'heures de visionnages dans le monde, en faisant alors le film français le plus visionné sur la plateforme.  
En France, le site Allociné propose une moyenne de 3,3⁄5 à partir de l'interprétation de 8 critiques de presse.
Pour Olivier Portnoi du site FilmsActu, AKA « prouve une fois de plus qu'en France, on est capable de faire aussi bien que les ricains. », et salue la performance d'Alban Lenoir, qui « confirme, avec sa physicalité détonante, sa position d'action star made in France. ».
Antoine Desrues du site Écran Large estime que « si sa narration pioche maladroitement dans Man on Fire, AKA se rattrape en étant un film d’action malin et efficace ».
Aux États-Unis, sur Rotten Tomatoes, le film reçoit 75% d'opinions favorables pour 8 critiques et un score moyen de 5.4/10.
Noel Murray du Los Angeles Times estime que AKA n'innove pas dans le genre des films d'infiltration, mais loue le travail de Florent Astolfi sur la photographie et la musique d'Étienne Forget.
Sur son blog personnel, le journaliste Roger Moore ne lui attribue que 2 étoiles sur 4, du fait que les « scènes d'action et l'intrigue reprennent de nombreux clichés du genre, qui empêchent ce thriller réalisé de manière efficace de s'élever à un niveau supérieur.».
Éric Debarnot, du magazine Benzine, décrit le succès du film comme mérité, même s'il le considère comme un peu surprenant.